# Ol' Waylon Sings Ol' Hank
Ol' Waylon Sings Ol' Harlan è il cinquantottesimo album di Waylon Jennings, pubblicato dall'etichetta indipendente WJ Records nel 1992 e prodotto dallo stesso Jennings.
I brani furono registrati nel 1985, e come si intuisce dal titolo la maggior parte di essi porta la firma di Hank Williams. Nel 2006 la YMC Records ristampò il disco intitolato Waylon Sings Hank Williams con l'aggiunta di un brano bonus. I musicisti che parteciparono alla registrazione non sono conosciuti, si suppone che siano gli stessi della sessions di Turn the Page (1985).

## Tracce
1. Jambalaya (On the Bayou) (Hank Williams)
2. Half as Much (Curley Williams)
3. I'm So Lonesome I Could Cry (Hank Williams)
4. Blues Come Around (Hank Williams)
5. Why Should We Try Anymore (Hank Williams)
6. Be Careful of the Stones That You Throw (Bonnie Dodd)
7. I Won't Be Home No More (Hank Williams)
8. Mansion on the Hill (Hank Williams, Fred Rose)
9. Hey Good Lookin' (Hank Williams)
10. Cold Cold Heart (Hank Williams)
11. Honky Tonkin' (Hank Williams)
12. They'll Never Take Her Love from Me (Hank Williams)
13. Waylon Speaks (Waylon Jennings) – Traccia bonus aggiunta nella riedizione del 2006.

## Musicisti
- Waylon Jennings - voce, chitarra